# Лінн Трейсі
Лінн М. Трейсі — американський дипломат. Посол США у Вірменії (2019-2023) і в Росії (з 2023).

## Молодість і освіта
Трейсі народилася в Барбертоні, штат Огайо, одна з трьох дочок Альберта та Керол Понтіус Трейсі. У 1986 році вона здобула ступінь бакалавра радянських досліджень в Університеті Джорджії, а в 1994 році — ступінь доктора права в Школі права Акронського університету.

## Кар'єра
Розпочавши кар'єру в дипломатичній службі, Трейсі працювала на різних міжнародних посадах, особливо в Центральній і Південній Азії, зокрема була заступником голови місії в посольстві в Ашгабаті, Туркменістан, старшим співробітником в Пешаварі, Пакистан з 1995 по 1997, і головним співробітником в Астані, Казахстан.
Працювала політичним офіцером у Кабулі, Афганістан, з 2002 по 2003, консульським офіцером у Бішкеку з 1997 по 2000, Киргизстан, і політичним консульським офіцером у Пешаварі, Пакистан.
У внутрішніх завданнях вона працювала референтом для Казахстану з 2003 по 2004 і для Грузії в Бюро з європейських і євразійських справ з 2001 по 2002, а також помічником спеціального посланника у справах нових незалежних держав у Державному департаменті з 2000 до 2001.
З 2011 по 2012 працювала директором Центральної Азії в Раді національної безпеки.
З 2012 по 2014 була заступником помічника секретаря з питань Центральної Азії в Бюро у справах Південної та Центральної Азії.
З 2014 по 2017 обіймала посаду заступника голови місії в посольстві в Москві, Росія.
У 2017 отримала почесну нагороду за свій внесок як заступниці глави місії в Москві. 
У 2009 отримала нагороду державного секретаря «За героїзм» за свою роботу на посаді головного офіцера в Пешаварі. 26 серпня 2008 року на неї напали озброєні люди, які обстріляли її автомобіль кулями, вистріливши в передні шини. Трейсі, її охоронець і водій втекли. Отримала нагороду Секретаря за швидкість мислення, повернення на посаду того ж дня і відданість виконанню своєї місії, навіть попри неодноразові загрози її життю.

### Посол у Вірменії
28 вересня 2018 президент Дональд Трамп висунув Трейсі на посаду посла США у Вірменії, і 2 січня 2019 Сенат США затвердив її. Схваленню Трейсі передували інтенсивні запитання сенаторів Боба Менендеса (D-NJ) і Еда Маркі (D-MA) про політику США щодо заперечення Туреччиною геноциду вірмен. 19 лютого 2019 року вона склала присягу в якості Надзвичайного і Повноважного посла США у Вірменії,  і 1 березня вручила свої вірчі грамоти.

### Посол США в Росії
20 вересня 2022 президент Джо Байден номінував її на посаду посла в Росії. Посол Джон Салліван покинув Москву 4 вересня 2022 року та заявив, що йде у відставку. 21 грудня 2022 року Сенат проголосував за її затвердження Послом США в Росії; це рішення підтримали 93 сенаторів, проти були двоє.
30 січня 2023 офіційно приступила до роботи в РФ.

## Особисте життя
Трейсі володіє російською.